# Moushi
Moushi est un fils de Merari fils de Lévi. Ses descendants s'appellent les Moushites.

## La famille de Moushi
Moushi est un fils de Merari et a un frère qui s'appelle Mahli,,,,.

## La famille des Moushites
La famille des Moushites dont l'ancêtre est Moushi sort du pays d'Égypte avec Moïse et est recensée dans le désert du Sinaï.
La famille des Moushites dont l'ancêtre est Moushi est de nouveau recensée dans les plaines désertiques de Moab avant d'entrer dans le pays de Canaan.